# Gynoplistia attrita
Gynoplistia attrita är en tvåvingeart som beskrevs av Alexander 1936. Gynoplistia attrita ingår i släktet Gynoplistia och familjen småharkrankar. Inga underarter finns listade i Catalogue of Life.